# Баратегин

Города Хорезма перед монгольским нашествием

Баратегин (каракалп. Barategın; узб. Barategin) —  в раннем средневековье город Хорезма, располагавшийся на территории современного  Каракалпакстана в составе Республики Узбекистан.

## История
Персидские географы X века упоминают хорезмийский город Баратегин .
Истахри называет его в числе 13 городов Хорезма, а ал-Макдиси включает его в число 32 городов Хорезма..
Судя по названию, город был населён или основан тюрками..